# Kanton Bellac
Kanton Bellac (francouzsky Canton de Bellac) je francouzský kanton v departementu Haute-Vienne v regionu Limousin. Tvoří ho šest obcí.

## Obce kantonu
- Bellac
- Blanzac
- Blond
- Peyrat-de-Bellac
- Saint-Bonnet-de-Bellac
- Saint-Junien-les-Combes